# La Grande Relève
 (août 2017).
Si vous disposez d'ouvrages ou d'articles de référence ou si vous connaissez des sites web de qualité traitant du thème abordé ici, merci de compléter l'article en donnant les références utiles à sa vérifiabilité et en les liant à la section « Notes et références ».
La Grande Relève est un mensuel de réflexion socio-économique français autour de l'économie distributive.

## Origine du titre
Parce que, depuis quelques décennies, dans les pays industrialisés, on assiste au remplacement du travail humain dans la plupart des processus de production de biens et de services, par des machines, par des automates, par des commandes, par des informations.
Ainsi, consciemment ou non, l'humanité est-elle en train de vivre une véritable mutation, qui est l'aboutissement des recherches faites par les hommes pour diminuer leur peine à produire ce dont ils ont besoin pour vivre. 
Ils ont été «relevés» par la machine.

## Principes
Malheureusement, dans le système économique actuel, ce progrès incessant tout au long de l'Histoire, sur le plan des technologies, ne se transforme pas en progrès social. Au contraire, l'écart ne cesse de croître entre un petit nombre de gens très riches et de plus en plus riches et un nombre croissant de pauvres, de plus en plus pauvres.
Nous voyons se développer « la misère dans l'abondance » !
À l'opposé, l'économie distributive propose d'associer progrès technique et progrès social.
Pour cela, la revue ne présente pas un projet de société « tout ficelé », rigide, «parachuté d'en haut», mais propose de discuter les contours que pourrait prendre une société, adaptée à l'après-salariat qu'entraîne cette grande relève : une société où la convivialité remplacerait la compétitivité, où la recherche du mieux être remplacerait celle de l'avoir plus, où la culture et l'expérience seraient plus appréciées que l'art de manipuler les gens ; bref, une civilisation où la rentabilité ne serait plus le critère sur lequel se fonde toute entreprise. La revue préconise que le capitalisme fasse place à une économie distributive permettant à chacun de s'épanouir en choisissant lui-même ses activités, en fonction des besoins de tous, de ses propres aspirations et de ses capacités, et convenues par un contrat civique.

## Fonctionnement
Les rédacteurs du journal, tous bénévoles, en sont ses lecteurs.
Certains soulignent des faits d'actualité, pour les commenter.
D'autres envoient des articles de fond à partir des thèses de l'économie distributive présentées dès le début des années 1930 par le fondateur du journal.
D'autres enfin préfèrent participer, plus brièvement, au débat, en l'alimentant de leur point de vue sur un point précis les rubriques Tribune libre ou Courrier.
Ce ne sont donc pas, a priori, des journalistes, des économistes ou des sociologues, ce sont des citoyens qui ont des réflexions à partager.

## Historique
Jacques Duboin crée La Grande Relève fin octobre 1935. Jusqu'en juillet 1939, la Grande Relève est publiée mensuellement sous forme de journal. Sa parution fut interrompue sous l'Occupation, elle a repris mensuellement en 1945 puis elle est devenue hebdomadaire en 1957 jusqu'à fin 1961, puis bimensuelle jusqu'en mai 1963, où elle redevient mensuelle.
À la mort de Jacques Duboin en 1976, sa fille Marie-Louise Duboin prend la suite à la direction, et continue aujourd'hui à en assurer la parution.